# Футболна федерация на Сан Марино
Футболната федерация на Сан Марино (FSGC; на италиански: Federazione Sammarinese Giuoco Calcio) е ръководният орган на футбола в Сан Марино. Федерацията организира футболната лига на Сан Марино (Campionato Sammarinese), национална купа (Coppa Titano), суперкупа (Trofeo Federale) и националния отбор по футбол на Сан Марино. Базирана е в град Сан Марино. От 18 август 2024 г. комисията на ФИФА признава Сан Марино за най-ниско класирания отбор според световната ранглиста на ФИФА.
Също помага за създаването на оригиналното въплъщение на[ неясно? ] „Сан Марино Калчо“, отбор, който играе в Серия D, четвърта дивизия на италианската лига.